# Словник мови письменника
Словни́к мо́ви письме́нника— словник, що подає лексико-фразеологічний перелік, пояснення та кількість слів, що їх уживав письменник (у всій творчості або в одному з творів). Словники мови письменників фіксують слова і звороти з художніх текстів із тими значеннями, у яких вони використані автором, фіксуються всі форми кожного слова, скільки разів яка форма вжита і де. Такі словники називають конкордансами (від лат. concordans «той, що узгоджується»).
Розвиток лінгвістики і літературознавства висунув перед філологічною наукою одне з найважливіших завдань — укладання словників мови письменників.
За повнотою інформації словники мови письменників поділяють на:
- власне словники, які будують за принципом словників тлумачного типу (пояснюють значення слів, подають ілюстрації, граматичні та стилістичні характеристики) з елементами частотного і граматичного словників (із зазначенням частотності слововживання та наявних у тексті словоформ);
- словопоказники до мови письменників (із зазначенням місця розташування слова в тексті, іноді частотності його вживання.

Першою спробою укладання словника мови письменника(1916 р., містить приблизно 7 тис. слів) та «Українсько-російський словничок до „Кобзаря“ Т. Г. Шевченка» (1917 р., приблизно 3500 слів).
Відомі такі словники мови письменника:
- «Словопокажчик драматичних творів Лесі Українки», М. Бойко (1961 р.);
- «Словник мови Шевченка»/За редакцією В. С. Ващенка, т. 1-2 (1964 р.)
- «Художнє слово Василя Стефаника» І. І. Ковалика, І. Й. Ощипко (1972 р.);
- «Словник мови творів Г. Квітки-Основ'яненка», т. 1-3 (1978—1979 рр.)
- «Епітети поетичної мови Т. Г. Шевченка» В. Ващенка (1982 р.);
- «Лексика поетичних творів Івана Франка» І. Ковалика, І. Ощипко, Л. Полюги (1990 р.);
- «Словник рим Є. П. Гребінки» І. Гурина (1992 р.);
- «Конкордація поетичних творів Т. Шевченка» у 4-х томах (2004 р.)
- Бук С., Ровенчак А. Он-лайн конкорданс роману Івана Франка “Перехресні стежки” (2006-2024)

Література про письменницькі словники:
Бук С. Письменницькі словники української мови // Українська мова й література в середніх школах. 2011.
Українська